# Snyder-Halbinsel
Die Snyder-Halbinsel ist eine gebirgige Halbinsel an der Black-Küste des Palmerlands auf der Antarktischen Halbinsel. Sie erstreckt sich zwischen dem nördlich liegenden Lamplugh Inlet und dem Odom Inlet im Süden. Ihr östlicher Ausläufer ist das Kap Howard.
Der United States Geological Survey kartierte sie 1974. Das Advisory Committee on Antarctic Names benannte sie 1976 nach Konteradmiral Joseph Edward Snyder Jr. (1924–2007), zuständig für die Bearbeitung von Projekten in der Antarktis im Dienst des Assistant Secretary of the Navy for Research and Development im United States Department of the Navy von 1967 bis 1969.